# Mustafa ibn Halim
Mustafa Ahmad ibn Halim (arab. مصطفى احمد بن حليم; ur. 29 stycznia 1921 w Aleksandrii, zm. 7 grudnia 2021) – libijski polityk i przedsiębiorca, w okresie od 12 kwietnia 1954 do 26 maja 1957 był premierem Libii.

## Życiorys
Od 12 kwietnia 1954 do 26 maja 1957 był premierem Libii a w latach 1958-1960 pierwszym ambasadorem Libii we Francji. Po 1960 porzucił politykę i zajął się biznesem. Podczas zamachu stanu w 1969 był za granicą, następnie nie mógł już wrócić do Libii. Przebywał na emigracji aż do obalenia reżimu Mu’ammara al-Kaddafiego w 2011.
Był ostatnim żyjącym premierem Królestwa Libii.